# Marignac (Charente Marittima)
Marignac è un comune francese di 397 abitanti situato nel dipartimento della Charente Marittima nella regione della Nuova Aquitania.

## Società

### Evoluzione demografica
Abitanti censiti